# Wojciech Kasperski
Wojciech Kasperski (ur. 25 kwietnia 1981 w Kartuzach) – polski reżyser, scenarzysta oraz producent filmów dokumentalnych i fabularnych.

## Życiorys
Absolwent Wydziału Reżyserii PWSFTviT w Łodzi. Studiował filozofię na Uniwersytecie Gdańskim. Twórca ambitnych artystycznie filmów, pracuje również jako producent zaangażowany głównie w twórczość swojego pokolenia filmowców. W latach 2009–2010 wiceprezes Stowarzyszenia Film 1,2, skupiającego młodych twórców. Ekspert Polskiego Instytutu Sztuki Filmowej, członek Koła Scenarzystów SFP. Jego filmy zostały nagrodzone ponad 40 różnymi nagrodami w Polsce i na świecie oraz były prezentowane na pokazach i konkursach w Cannes, Los Angeles, Tribeca, Pekinie, Moskwie i innych.
Debiut reżyserski Kasperskiego, dokumentalny film „Nasiona”, zrealizowany w ramach projektu „Rosja – Polska. Nowe spojrzenie” przyniósł mu wiele nagród na festiwalach filmowych. Jest to portret biednej, wyklętej przez otoczenie rosyjskiej rodziny, mieszkającej u podnóża Ałtaju. Film został uznany za jeden z 25 najlepszych polskich dokumentów wszech czasów i przyniósł reżyserowi nagrodę Rosyjskiej Akademii Filmowej.
Kolejny film „Miasto Ucieczki”, opowiadający o łódzkich kibicach zdobył kilkanaście nagród i był pokazywany m.in. na Tribeca Film Festival, San Fransisco Shorts, Next Reel w Singapurze, oraz na festiwalu Rhode Island. Film został zrealizowany jako drugoroczna etiuda w łódzkiej filmówce pod opieką Roberta Glińskiego oraz Mariusza Grzegorzka. Film opowiada o prawdziwych wydarzeniach, do których doszło w 2004 roku podczas juwenaliów w Łodzi. Tragiczne wydarzenia są tłem dla losów filmowych bohaterów.
Za filmowego mistrza w polskim kinie Kasperski uważa Wojciecha Jerzego Hasa. Chce robić kino „piękne i prawdziwe”, a jego filmowe credo to: „zrób to lepiej i po swojemu”. Tygodnik „Przekrój” w artykule 20 nadziei polskiego kina wymienił Kasperskiego wśród najbardziej obiecujących młodych polskich reżyserów.

## Twórczość

### Etiudy szkolne
- Miasto ucieczki – 2006 (reżyseria, scenariusz)
- Przestrzeń – 2003 (reżyseria, scenariusz)
- Kasety – 2003 (reżyseria, scenariusz)

### Filmy krótkometrażowe
- Otchłań – film dokumentalny 2009 (reżyseria, scenariusz)
- Nasiona – film dokumentalny 2006 (reżyseria, scenariusz)

### Filmy pełnometrażowe
- Na granicy – polski thriller 2016 (reżyseria, scenariusz)
- Ikona - dokument pełnometrażowy 2016 (reżyser)

### Inne prace
- Serce do Walki – film krótkometrażowy 2011 (producent wykonawczy)
- Z Miłości – film fabularny 2011 (producent)
- Przyjdź do mnie – film krótkometrażowy 2009 (producent wykonawczy)
- Midway Through the Journey – film krótkometrażowy 2007 (asystent reżysera)
- A Song for Rebecca – film krótkometrażowy 2005 (asystent reżysera)

## Nagrody (wybór)
Miasto Ucieczki
- 2007 – I nagroda na Międzynarodowym Forum Niezależnych Filmów Fabularnych „Oskariada” w Warszawie za etiudę szkolną „Miasto Ucieczki”
- 2006 – nagroda publiczności na International Student Film and Video Festival of Beijing Film Academy w Pekinie za etiudę szkolną „Miasto Ucieczki”
- 2006 – nagroda publiczności oraz nagroda jury studenckiego na Międzynarodowym Festiwalu Filmowym „Etiuda & Anima” w Krakowie za etiudę szkolną „Miasto Ucieczki”
- 2006 – Nagroda Główna na Festiwalu Sleepwalkers Student Film Festival, Tallinn za etiudę szkolną „Miasto Ucieczki”

Nasiona
- 2007 – nagroda TVP Kultura w kategorii „film 2006” za „Nasiona”
- 2007 – nagroda specjalna jury na Big Sky Documentary Film Festival w Missoula, USA za „Nasiona”
- 2007 – nagroda główna w kategorii filmu dokumentalnego na Międzynarodowym Festiwalu Filmowych Mediawave w Gyor (Węgry) za „Nasiona”
- 2007 – Grand Prix na Międzynarodowym Festiwalu „Kratkofil” w Banja Luce (Serbia) za „Nasiona”
- 2006 – główna nagroda w kategorii krótkiego filmu dokumentalnego na festiwalu Silverdocs w Waszyngtonie za „Nasiona”
- 2006 – nagroda główna w kategorii „Student International Short Film” na festiwalu „Faces of Democracy” w Pittsburghu za „Nasiona”
- 2006 – nagroda specjalna jury na XVI Fetiwal Mediów w Łodzi „Człowiek w Zagrożeniu” za „Nasiona”[7]
- 2006 – Grand Prix „Złoty Lajkonik”, Nagroda Kodak oraz Nagroda Studentów Krakowa na Krakowskim Festiwalu Filmowym za „Nasiona”
- 2006 – nagroda dla najlepszego filmu krótkometrażowego na Big Muddy Film Festival w Illinois dla „Nasion”
- 2006 – wyróżnienie w kategorii dokumentu telewizyjnego na Prix Europa w Berlinie za „Nasiona”

Ikona